# Frank Daniels

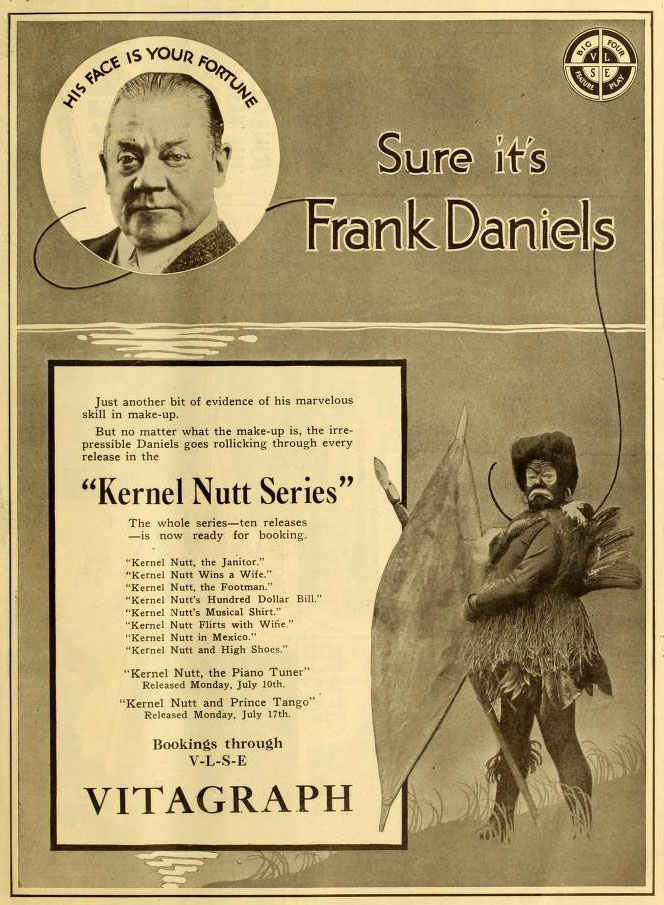
Kernel Nutt Series (1916)

Frank Daniels est un acteur américain de vaudeville qui tourne à la fin de sa carrière pour le cinéma muet. Il est connu pour son interprétation du personnage de Captain Jinks.

## Biographie
Daniels est né le 15 août 1856 à Dayton, Ohio de Balinda et Henry Daniels. Il grandit à Boston. Il étudie dans une école de commerce et au Conservatoire de musique de la Nouvelle-Angleterre. Il apparait au théâtre pour la première fois dans Trial by Jury au Gaiety Theatre de Boston. Il apparait en 1879 dans The Chimes of Normandy (Les Cloches de Corneville), puis travaille avec la compagnie d’opéra-comique McCaull.

### Carrière au théâtre et vaudeville
À New-York, Daniels joue le personnage d’Old Sport dans A Rag Baby (1884), Packingham Giltedge dans Little Puck (1888) d’après le roman de F. Anstey (Thomas Anstey Guthrie) Vice Versa, Shrimps dans Princess Bonnie (1895). Il tient le rôle principal dans The Wizard of the Nile  de Victor Herbert en 1895 à Broadway. Herbert crée alors deux rôles pour Daniels, les pièces The Idol's Eye (1897) et The Ameer (1899). Daniels joue ensuite dans The Tattooed Man (1907) par Herbert, The Belle of Brittany (1909), et The Pink Lady (1911). Il se tourne vers le cinéma à partir de 1912.

### Carrière au cinéma
Frank Daniels débute au cinéma à la Vitagraph Company où il va interpréter deux personnages (célèbres en leur temps) de comédies burlesques : Mr Jack et Captain Jinks. Sa carrière terminée, il apparaît dans quatre films aux côtés d'Harold Lloyd.

## Filmographie
Source principale de la filmographie :
- 1905 The Whole Dam Family and the Dam Dog d'Edwin S. Porter : Mr. I. B. Dam
- 1915 Crooky de C.J. Williams : Crooky Scruggs
- 1915 What Happened to Father de C.J. Williams : le père
- 1916 Captain Jinks of the Horse Marines de Fred E. Wright : Captain Jinks
- 1916 Mr. Jack, a Hallroom Hero de C.J. Williams (CM) : Mr. Jack
- 1916 Mr. Jack Wins a Double-Cross de Paul West (CM) : Mr. Jack
- 1916 Mr. Jack Ducks the Alimony de C.J. Williams (CM) : Mr. Jack
- 1916 Mr. Jack, the Hash Magnet de C.J. Williams (CM) : Mr. Jack
- 1916 Mr. Jack Inspects Paris de C.J. Williams (CM) : Mr. Jack
- 1916 Mr. Jack Trifles de C.J. Williams (CM) : Mr. Jack
- 1916 Mr. Jack's Hat and the Cat de C.J. Williams (CM) : Mr. Jack
- 1916 Mr. Jack's Artistic Sense de C.J. Williams (CM) : Mr. Jack
- 1916 Mr. Jack Goes Into Business de C.J. Williams (CM) : Mr. Jack
- 1916 Mr. Jack, Doctor by Proxy de C.J. Williams (CM) : Mr. Jack
- 1916 Mr. Jack Hires a Stenographer de C.J. Williams (CM) : Mr. Jack
- 1916 Captain Jinks Should Worry de Van Dyke Brooke (CM) : Captain Jinks
- 1916 Captain Jinks' Evolution de Larry Semon (CM) : Captain Jinks
- 1916 Captain Jinks' Hidden Treasure de Van Dyke Brooke (CM) : Capt. Jinks
- 1916 Captain Jinks, the Cobbler de Van Dyke Brooke (CM) : Captain Jinks
- 1916 Captain Jinks' Getaway de Van Dyke Brooke (CM) : Captain Jinks
- 1917 Captain Jinks' Widow de Larry Semon (CM) : Captain Jinks
- 1917 Captain Jinks' Nephew's Wife de Larry Semon (CM) : Captain Jinks
- 1917 Captain Jinks' Love Insurance de Van Dyke Brooke (CM) : Captain Jinks
- 1917 Captain Jinks' Dilemma de Larry Semon (CM) : Captain Jinks
- 1917 Captain Jinks' Partner de Van Dyke Brooke (CM) : Captain Jinks
- 1917 Captain Jinks' Stingy Spirit de Van Dyke Brooke (CM) : Captain Jinks
- 1917 Captain Jinks' Trial Balance de Van Dyke Brooke (CM) : Captain Jinks
- 1917 Captain Jinks' Better Half de Van Dyke Brooke (CM) : Captain Jinks
- 1917 Captain Jinks' Wife's Husband de Van Dyke Brooke (CM) : Captain Jinks
- 1917 Captain Jinks' Love Letters de Van Dyke Brooke (CM) : Captain Jinks
- 1917 Captain Jinks' Cure de Van Dyke Brooke (CM) : Captain Jinks
- 1917 Captain Jinks' Explosive Temper de Van Dyke Brooke (CM) : Captain Jinks
- 1917 Captain Jinks' Kids de Van Dyke Brooke (CM) : Captain Jinks
- 1917 Captain Jinks' Alibi de Van Dyke Brooke (CM) : Captain Jinks
- 1917 Captain Jinks, the Plumber de Van Dyke Brooke (CM) : Captain Jinks
- 1917 Captain Jinks' Great Expectations de Van Dyke Brooke (CM) : Captain Jinks
- 1917 Captain Jinks in and Out (CM) : Captain Jinks
- 1917 Captain Jinks and Himself (CM) : Captain Jinks
- 1918 Flare-Up Sal de Roy William Neill :
- 1919 Count the Votes de Hal Roach(CM) :
- 1919 Pay Your Dues de Vincent Bryan et Hal Roach (CM) :
- 1919 His Only Father de Hal Roach et Frank Terry (CM) :
- 1921 La Chasse au renard (Among Those Present) de Fred C. Newmeyer (CM) : (non crédité)